# 主流派 (中國國民黨)
中國國民黨主流派，為中國國民黨中以李登輝為核心組成的派系，於1988年出現，一度主導了中國國民黨。在二月政爭中，反對李登輝的成員形成非主流派。在2000年後，隨著李登輝被中國國民黨開除黨籍而停止運作。
被視為是國民黨中的本土派（守舊派）。除本省籍的連戰、黃主文等人外，也有不少要角為外省籍人士，例如李元簇、俞國華、宋心濂、宋楚瑜與馬英九等。

## 歷史
1988年，蔣經國過世，由副總統李登輝繼任總統。同年，在二月政爭中，李登輝成為中國國民黨主席。在中國國民黨內，支持李登輝的勢力，形成主流派。
1990年，在立法院及國民大會改選中，由立委黃主文、陳哲男領導的「集思會」成為在議會中的主流派代表。
1998年台北市長選舉，主流派成員馬英九當選台北市長。
2000年中華民國總統選舉由民進黨陳水扁勝選後，連戰任中國國民黨主席，開除李登輝黨籍，清除了李登輝派系成員，剩下的主流派成員轉而以連戰為領導中心，形成連系。跟隨宋楚瑜離開的成員，加入親民黨。其他離開國民黨的主流派成員，主要加入台灣團結聯盟。